# 格萊普尼爾 (漫畫)
《格萊普尼爾》是日本漫畫家武田寸作畫的青年漫畫作品，於《Young Magazine 3rd》2015年Vol.11開始，2023年5月結束連載。全13話改編電視動畫於2020年4月至6月播放。

## 故事簡介
平凡的高三生修一在學校是個不起眼的男生，本以為能安然度過日常的他，某一天突然自身的身體產生了異變，化為宛如巨大布偶裝的「怪物」，為此他一直隱瞞著自己能隨心變身的秘密，直到遇見了一場廢棄倉庫中的大火災中倒下的一位女性後，再度變身將少女拯救出來，沒想到，這位名為紅愛的少女，將他的秘密視為把柄進而提出合作的要求，原來這一切都是與外星人幻化而成的「硬幣」有關，蒐集硬幣的能力者們，被稱為「收集者」，修一為了變回人類，以及尋找紅愛的姐姐，兩人決定合而為一，踏上這場充滿異常狀況的死亡旅途...

## 登場角色

### 主要角色
加賀谷修一（聲：花江夏樹）
本作的男主角。高中三年級生。因能力的關係而有著優秀的嗅覺，能變身為犬型的巨大著裝布偶，但不知道自己為何能變身，因為相關的記憶都被江麗奈抹除掉了，能確定的是修一的雙親已經被海斗的能力給抹殺掉了。
基礎能力是變身為巨大的芬里爾狼人布偶裝，變身後能發揮出超人的力量，並能使用腰間的巨大左輪手槍射擊，但是本人不擅長戰鬥，主要是由紅愛進入變身後的他的體內來戰鬥。
真實能力名稱為「完全合體」，其能力為變身成完全戰鬥型態的人狼，除了樣貌大幅改變成完全人型以外，力量、速度會增幅數倍以上，與其他力量系能力者為不同次元的破格強度，人狼型態的發動條件藉由修一與吉岡推測並實驗出其條件為兩項：「能力者進入布偶體內才能發動」與「兩人的心靈契合度達到精神統一」。合體的兩人會共享記憶情報，初期合體解除後，修一會有失憶狀態，但隨著能力者的精神增強的同時，不但克服了失憶現象，且能發揮更強的力量，是屬於遇強則強的純粹力量系能力者。
個性晚熟，甚至沒和人打過架，因此在獨自變身後也只能挨打。不過在發現紅愛獨自擔負起一切善後工作後開始有所覺悟，決心與她並肩作戰到最後，對於殺人早已逐漸習慣，並在戰鬥中追尋著殺生所背負的罪孽之意義。
根據紅愛的說法，進入變身後的修一體內會很悶熱，所以在共同戰鬥時紅愛都會脫下衣物只穿內衣，或是身穿泳裝的模樣來進行結合，且以裸體結合的效果更加拔群。
搜索飛船篇時，曾與吉岡一同被捲入凶險的戰鬥中，兩人差點死亡的瞬間觸發了自己的真正力量，打倒對方後脫離險境，事後察覺到自己的能力並非是單純的布偶戰鬥裝，而是擁有隱藏的未知力量，與能力者可以做到真正意義上的「完全合體」，在第54話中，已經證實並將「完全合體」得到更進一步的進化。
青木紅愛（聲：東山奈央）
本作的女主角，本身不是能力者也是在能力者大戰中唯一的普通人，身材姣好，比修一小兩個學年的高一生少女。因姊姊的關係知道怪物的存在。
意圖縱火自殺時被變身後的修一所救，並目擊了他變回人類後的模樣，自此要挾他與收集者戰鬥。
在與修一一同回到自己的家後，遭遇到了其他硬幣收集者的襲擊，在完全劣勢的情況下只能逃跑，紅愛與修一意外的物理合體，竟然爆發出不可思議的力量，戰鬥風格毫不容情，甚至槍殺了對方，合體時身體主導權大過修一，所以之後大多時都由紅愛掌控。
搜索硬幣時遇到另一方能力者團，利用夾竹桃火燒後產生的毒氣、燒傷擊退敵方，導致火燒山，給人冷血殘酷的印象，其戰鬥智慧極高，常擔任智囊一角。
討厭看恐怖片，曾對修一提出一同看電影的約會邀請。
在修一的面前熱情積極，且十分大膽，即使對他表現出自己裸體的模樣也不在意。
於吉岡與修一成功「完全合體」時，一度自我質疑為什麼陪在修一身邊的人不是自己。
目前與江麗奈、愛子的妹妹花美、佐久間、昴五人組成一個針對穗香的能力者組織團並收集硬幣中，試圖要阻止海斗的毀滅世界的野心。
青木江麗奈（聲：花澤香菜）
紅愛的姊姊，在變成怪物殺死雙親、交給她一枚神秘的硬幣後就消失無蹤。
是個自稱有交流障礙，行為有些低聲下氣的少女。但在發現修一變成的布偶內還有另一個人時性情大變，一擊就將修一變成的布偶頭部給扯了下來，並在發現裡面的人是妹妹紅愛後又給了她一枚硬幣後離去。
將修一變成怪物的始作俑者，喜歡修一，本來是預定由她自己和修一進行結合，後為穗香壓倒性的力量感到威脅，決定將珍視的紅愛和修一遠離戰爭，避免被海斗、穗香的能力所害，所以許願獲得消除記憶的能力，消除他們與外星人、穗香有關的記憶。
以頭髮做為戰鬥武器加上可以消除人的記憶的精神干擾的恐怖能力者，變身後的樣貌為全身被頭髮佈滿的黑色幽靈，可以自由改變頭髮的硬度，進行束縛與防禦，缺點是無法瞬間適應黑暗環境。

### 能力者隊友
小柳紗耶香（聲：伊藤靜）
以結束外星人的「遊戲」為目標的能力者組織團團長，身材姣好。喜歡的是女性。
還是學生時曾與一位女老師相戀過，因為被自己的信任的友人同學背叛過，師生戀的事情被曝光進而導致了自己所愛的女老師上吊自縊，之後與外星人許願完後所獲得得能力為締結契約。
能力是持有將頭髮捆住人的頸部以締結契約的能力，若是對方背叛了自己，能力就會發動，繞在契約者頸部的頭髮會自動勒死對方奪取性命，發動能力前與其他收集者一樣必須變身，外貌無太大變化，為不讓人看出外貌，行動時會戴著面具。
自縊事件發生後，轉學到江麗奈所就讀的學校，與江麗奈同班過，事件之後紗耶香開始對人充滿不信任感，後來被江麗奈所接納。
吉岡千尋（聲：市之瀨加那）
初登場時為防止身分暴露而戴著全罩安全帽，身穿白色洋裝的美少女。
喜愛動物，夢想是成為獸醫。性格上與修一是相似類型的人。
由於願望是想聽到動物的話，變身時的狀態會長出獸耳，能力能聽懂動物的語言，其他外觀則和人型時相同。
為了尋找在山中遺落的錢包，拜託修一幫忙，並進入了修一的布偶裡面，成為第一個全裸進入修一體的人，
在與昴的戰鬥中重傷險些喪命，意外激發出完全合體外型類似貓又。
與修一和紅愛是同隊友之外，也與修一和紅愛就讀同一所學校。
村上陽太（聲：寺島拓篤）
唯一能戰鬥的隊員，團隊的武力擔當，量力威力不俗，在修一加入前似乎是團隊戰力最強者。
陽太提到自己並不是一個喜歡打架的人，但上學的時候曾因為幫同學出頭打架而重傷別人而被開除。
春日勇（聲：山本和臣）
能力是可以讓植物快速成長，甚至能改變地形，但本身沒戰鬥力。
似乎小時在山田補習班見過修一，但修一本人卻沒記憶。
相原未来（聲：金元壽子）
能力是可以變成透明人，便利店的店員，與沙耶香關係曖昧。
變成透明人後連修一都聞不出來，氣味完全消失。
池内（聲：千葉翔也）
能力是頭部化為望遠鏡，能錄製遙遠影像。
對於修一與千尋的親密接觸十分忌妒。
為了生存企圖投奔敵人陣營，選擇背叛同伴，當要講出他們的秘密之時，因違反契約繞在頸部的紗耶香頭髮勒住脖子，不過在最後擺脫。(動畫版則被直接勒斃)。

### 江麗奈的同伴
青木江麗奈（聲：花澤香菜）
詳見主要角色。
昴（Subaru，聲：大地葉）
操控巨大連體怪物的金髮馬尾少年，江麗奈的夥伴。
對尋找遺失錢包的修一與吉岡發動突襲，巨大力量雙手將修一和吉岡握成重傷。只要被他盯上的目標就能持續追縱，負責從無數分身中找到穗香的本體。
佐久間
操作可能遠端發射拖拉目標的多條繩索，負責將穗香本體單拉出戰場。
花美
愛子的妹妹，與直人完全合體後使用像三條鏈球般的武器，球體能吞食對手。

### 其他能力者
三部忠則（聲：安元洋貴）
和尚頭肌肉男、變身雙手為刀刃黑色大塊頭，力量極強。

圓（Madoka，聲：岩田光央）
別的能力組織團的頭領，能力是能變身成一個類似巨猩的巨大怪物，死於放火燒山事件。
虻川
圓所帶領的組織團旗下的夥伴，與圓一同死於放火燒山事件。

### 山田塾6人組
海斗（聲：內山昂輝、東內麻里子（兒時））
是導致了後來的能力者們相互鬥爭搶奪硬幣的事件發生的元凶之一。首先查覺了愛子的不對勁，透過自己的調查與推測，單方面認定穗香殺了愛子並變成愛子取代她的存在，因而動手勒斃她，假裝成自殺的樣子。事後發現真正愛子寫的自殺遺書，從中了解到自己誤殺了穗香，察覺到眾人心中隱約發現愛子自殺並認同穗香捨棄自我取代的用意，以及自己並不希望穗香消失的真實感情，因而精神崩潰，想要毀了整個世界。
為了彌補錯誤找上外星人尋求復活穗香的方法(推估已收集100枚硬幣)，得到讓死者復活的能力，並且能隨自己的意願掌控。被殺害復活的人體內由無數的蟲構成，當身體受損就會收集附近肉體修補，但擊毀頭部就能阻止再生。
獲得能力後首先殺了自己的雙親與許多路人，用他們的血肉創造了一個純白色外觀像穗香的女子，沒有記憶、沒有任何意圖，特別的是由於海斗認為是他自以為是的推測害死穗香，所以並未對她設下控制手段，讓她自由探索自己的存在意義。
在剛創造穗香後尚未恢復全力被修一與江麗奈的完全合體擊敗，在最後一擊前被穗香救走。
穗香（Honoka，聲：白石晴香）
最初撿到硬幣並與外星人接觸的人，天真無邪的她向外星人提議以「硬幣換能力」與人類交易，是導致了後來的能力者們相互鬥爭搶奪硬幣的事件發生元凶之一。
認為自己的存在是不受任何人在意的，加上認為是自己的錯才導致了摯友愛子的自殺，因此向外星人許願要求讓自己變成愛子，以抹滅掉穗香這個人的存在。
但被海斗查覺到她向外星人許願變成了愛子的樣子，被誤認為殺害了愛子於是遭到海斗殺害，並偽裝成了自殺現場。
後來海斗復活穗香，並放任沒有記憶、內心空無的穗香自我發展。她在路上找路人問是否認識她，接著吸收對方的存在、從中拼湊「原始的穗香」。不幸的是人類內心的負面情感在這空洞中加速累積，穗香產生了毀滅世界的意圖，並且希望更加折磨創造自己的海斗。
直人（聲：逢坂良太）
是愛子的男友，曾覺得穗香偽裝的愛子有些奇怪，在外星人揭露穗香變成愛子的時候隱約查覺到原本的愛子自殺身亡，後來才發現愛子給穗香的遺書。
不知為何擁有和修一一樣的變身能力，目前與江麗奈、愛子的妹妹花美、佐久間、昴五人組成一個針對穗香的能力者組織團並收集硬幣中，認為導致海斗瘋狂的自己有責任阻止他。
愛子（聲：花守由美里）
是一個開朗的人，有強的正義感，但因為受不了來自學校的欺辱和霸凌，最後選擇自殺身亡。
加賀谷修一（聲：花江夏樹）
青木江麗奈（聲：花澤香菜）

### 能力相關者
外星人（聲：櫻井孝宏）
住在已變成廢墟的旅館的自動販賣機旁的青年。雖然看起來很普通，卻有能吃下對方毛髮後變成對方模樣的能力。
正在收集散落於城鎮各處的神秘硬幣，在有人將硬幣交給他後就能實現對方的一個願望，其中也包括治療致命傷勢的能力。
表面上玩世不恭。但卻意外注重當初與穗香之間的交流。一開始在穗香提議下，才以「硬幣換能力」與人類交易，靠人類收集硬幣外觀的外星夥伴。而穗香死後一反常態，顯得十分悲傷。

### 其他人物
三船奈奈（聲：伊藤美来）
很在意修一，暗戀修一，修一的同班同學。
因修一放棄而得以拿到大學保送的名額，被對方鼓勵是以自己實力拿到的。
泉（聲：依田菜津）
修一的同班同學。

## 出版書籍
| 卷數 | 講談社         | 講談社                 | 東立出版社     | 東立出版社             |
| 卷數 | 發售日期       | ISBN                   | 發售日期       | ISBN                   |
| ---- | -------------- | ---------------------- | -------------- | ---------------------- |
| 1    | 2016年3月18日  | ISBN 978-4-06-382752-1 | 2019年3月4日   | ISBN 978-957-26-1860-8 |
| 2    | 2016年10月20日 | ISBN 978-4-06-382868-9 | 2019年8月2日   | ISBN 978-957-26-1861-5 |
| 3    | 2017年4月20日  | ISBN 978-4-06-382957-0 | 2019年9月16日  | ISBN 978-957-26-1862-2 |
| 4    | 2017年11月20日 | ISBN 978-4-06-510308-1 | 2019年11月22日 | ISBN 978-957-26-1863-9 |
| 5    | 2018年6月20日  | ISBN 978-4-06-511455-1 | 2022年9月12日  | ISBN 978-957-26-1864-6 |
| 6    | 2019年3月19日  | ISBN 978-4-06-514803-7 |                |                        |
| 7    | 2019年12月20日 | ISBN 978-4-06-518417-2 |                |                        |
| 8    | 2020年4月6日   | ISBN 978-4-06-519203-0 |                |                        |
| 9    | 2020年11月19日 | ISBN 978-4-06-521341-4 |                |                        |
| 10   | 2021年5月20日  | ISBN 978-4-06-523320-7 |                |                        |
| 11   | 2021年12月20日 | ISBN 978-4-06-526170-5 |                |                        |
| 12   | 2022年6月20日  | ISBN 978-4-06-528135-2 |                |                        |
| 13   | 2023年1月19日  | ISBN 978-4-06-530415-0 |                |                        |
| 14   | 2023年7月20日  | ISBN 978-4-06-532377-9 |                |                        |

## 電視動畫
2019年3月公佈電視動畫化
於bilibili版本的第13話，列出一句「98個世紀後再見」，外界推測為98日後，即2020年10月4日，進行第二期動畫配信。但至2021年3月為止，官方仍未有任何關於第二期動畫的消息。

### 製作人員
- 原作：武田寸
- 監督：米田和弘
- 系列構成：豬爪慎一
- 人物設定：岸田隆宏
- 總作畫監督：今岡律之、牧孝雄
- 美術監督、美術設定：岡本有香
- 色彩設計：坂上康治
- 攝影監督：淺黃康裕
- 3DCGI：江田惠一
- 編集：坂本久美子
- 音響監督：長崎行男
- 音樂：佐高陵平（日语：佐高陵平）
- 動畫製作：PINE JAM
- 製作：格萊普尼爾製作委員會[1]

### 主題曲
片頭曲「Altern-ate-」
主唱：H-el-ical//，作詞：Hikaru//，作曲、編曲：
第13話為片尾插入。
片尾曲
主唱：Mili，作詞、作曲、編曲：Yamato Kasai
第13話未使用。

### 各話列表
| 話數 | 日文標題 | 中文標題   | 劇本       | 分鏡              | 演出              | 作畫監督 | 總作畫監督             |
| ---- | -------- | ---------- | ---------- | ----------------- | ----------------- | --- | ---------------------- |
| 01   |          | 我的體內   | 豬爪慎一   | 米田和弘          | 米田和弘          | 今岡律之、門智昭、油布京子                                                                                             | 今岡律之               |
| 02   |          | 空殼的意義 | 高橋奈津子 | 重原克也 江畑諒真 | 重原克也          | 山中正博、江畑諒真 日高真由美、門智昭                                                                                  | 今岡律之               |
| 03   |          | 江麗奈     |            | 京極義昭          | 中西基樹          | 牧孝雄、茂木海渡、門智昭、福永智子 關口雅浩、、RERE SUWARIN PROMJUTIKANON CHOTANAN PIPOBWORACHA STUDIO MASSKET、劉雲留 | 牧孝雄                 |
| 04   |          | 變身願望   | 大久保昌弘 | 愛敬亮太 米田和弘 | 愛敬亮太          | 久久宮、油布京子、日高真由美                                                                                           | 今岡律之 門智昭        |
| 05   |          | 棘手的敵人 | 大久保昌弘 | 川瀨 米田和弘     | 北村將            | 塚本步、日高真由美 | 吉岡毅                 |
| 06   |          | 收集者     | 高橋奈津子 | 森田宏幸          | 葛西良信 米田和弘 | 、 、松下純子、RERE SUWARIN PROMJUTIKANON CHOTANAN PIPOBWORACHA                                                        | 門智昭 今岡律之        |
| 07   |          | 變形       |            | 三鷹一驛 米田和弘 | 安藤貴史          | 日高真由美、山中正博 關口雅浩、油布京子                                                                                | 牧孝雄                 |
| 08   |          | 記憶之影   | 豬爪慎一   | 金崎貴臣          | 阿部雅司          | 大竹晃裕、長橋研太 橋本穗高、福地友樹                                                                                  | 今岡律之 門智昭        |
| 09   |          | 激戰的標記 | 大久保昌弘 | 森田宏幸          | 米田和弘 葛西良信 | 福永智子、福井麻記、鷲田敏彌 關口雅浩、塚本步、森悅史                                                                  | 今岡律之               |
| 10   |          | 美麗的花   | 高橋奈津子 | 追崎史敏          | 北村將            | 日高真由美、山中正博、齊藤香織 中島美子、宇津木勇、日下部唯津 茂木海渡、森悅史                                         | 吉岡毅                 |
| 11   |          | 決心的代價 | 豬爪慎一   | 森田宏幸          | 白石道太          | 原田峰文、西田美彌子、志賀道憲                                                                                         | 今岡律之 門智昭        |
| 12   |          | 約定的地方 |            | 森田宏幸          | 安藤貴史          | 福永智子、久久宮、關口雅浩 塚本歩、福井麻記、日高真由美                                                                | 福永智子 牧孝雄        |
| 13   |          | 兩人一體   | 豬爪慎一   | 米田和弘          | 林直孝            | 山中正博、門智昭、倉田衛 油布京子、茂木海人、中野了 新井博慧、古橋聰、今岡律之 牧孝雄、吉岡毅                          | 今岡律之 牧孝雄 吉岡毅 |

### 播放電視台
| 播放地區 | 播放電視台 | 播放日期       | 播放時間（UTC+9）         | 所屬聯播網 | 備註       |
| -------- | ---------- | -------------- | ------------------------- | ---------- | ---------- |
| 東京都   | TOKYO MX   | 2020年4月5日－ | 星期日 23時30分－24時00分 | 獨立局     |            |
| 兵庫縣   | SUN電視台  | 2020年4月5日－ | 星期日 23時30分－24時00分 | 獨立局     |            |
| 京都府   | 京都放送   | 2020年4月5日－ | 星期日 23時30分－24時00分 | 獨立局     |            |
| 日本全國 | BS11       | 2020年4月5日－ | 星期日 23時30分－24時00分 | 衛星電視   | ANIME+節目 |
| 日本全國 | AT-X       | 2020年4月7日－ | 星期二 21時30分－22時00分 | 衛星電視   | 有重播     |

| 播放地區                                          | 播放電視台                                        | 播放日期                    | 播放時間（UTC+8）    | 所屬聯播網 | 字幕語言                      | 備註        |
| ------------------------------------------------- | ------------------------------------------------- | --------------------------- | -------------------- | ---------- | ----------------------------- | ----------- |
| 中国大陆                                          | bilibili                                          | 2020年4月5日－2020年6月28日 | 星期日 22時30分 更新 | 網路電視   | 簡體中文                      | 製作局 獨播 |
| 香港 · 澳門 · 臺灣地區                            | bilibili                                          | 2020年4月5日－2020年6月28日 | 星期日 22時30分 更新 | 網路電視   | 繁體中文                      | 製作局      |
| 臺灣地區                                          | 愛奇藝 巴哈姆特动画疯 KKTV friDay影音 中華電信MOD | 2020年4月5日－2020年6月28日 | 星期日 22時30分 更新 | 網路電視   | 繁體中文                      |             |
| （不包括新馬汶） 緬甸，中亞與大洋洲部分共18個地區 | YouTube                                           | 2020年4月5日－2020年6月28日 | 星期日 22時30分 更新 | 網路電視   | 簡體中文 繁體中文 英文 印尼文 |             |
| 新加坡 · 马来西亚 · 汶萊                          | dimsum                                            | 2020年4月5日－2020年6月28日 | 星期日 22時30分 更新 | 網路電視   | 簡體中文 英文 馬來文          |             |

## 外部連結
- Young Magazine官方網頁 － 格萊普尼爾 （页面存档备份，存于）（日語）
- 電視動畫「格萊普尼爾」官網 （页面存档备份，存于）（日語）
- 電視動畫「格萊普尼爾」官方的X（前Twitter）（日語）
- 電視動畫「格萊普尼爾」Ani-One官方直播專區-繁體中文字幕 （页面存档备份，存于）（繁體中文）